# Lac de Naussac
Le lac de Naussac est un lac de retenue engendré par le barrage de Naussac, construit en 1980 sur un affluent de l'Allier près de Langogne (Lozère). 
Sa fonction est de garantir un débit minimum en cas d'étiage dans les cours moyen et inférieur de l'Allier et de la Loire.
Il s'agit du plus grand lac du département de la Lozère. Il a recouvert l'ancien village de  Naussac.

## Géographie
Le lac est allongé selon un axe sud-est-nord-ouest.
La moitié sud-est du lac est sur le territoire de la commune de Langogne, la moitié nord-ouest sur celle de Naussac-Fontanes. Le centre de Langogne est à environ 1,5 km du lac. 
Le lac de Naussac a pour émissaire le ruisseau de Donozau, sur lequel est bâti le barrage de Naussac, cours d'eau qui conflue avec l'Allier à environ 800 mètres au nord-est.
Il est alimenté par le Donozau au sud, par les ruisseaux de Chalsade et de Réal au nord-ouest et par quelques autres.
La baie à l'extrémité sud-est est barrée par une digue qui crée un petit réservoir séparé du reste du lac (environ 500 m sur 200)

## Histoire
La construction du barrage débute le 1er octobre 1976, et rapidement des manifestations viennent perturber les travaux. Les gens s'opposent en effet à la destruction d'un village pour y implanter une retenue d'eau.

## Aspect touristique
D'un point de vue touristique et sportif, le lac permet de nombreuses activités nautiques, telle que la voile, la planche à voile, le kayak, le paddle et le kitesurf. Des régates sont organisées de manière assez régulière.
Une plage est aménagée non loin du village de Naussac, permettant ainsi la baignade. Plusieurs chemins circulent vers et autour du lac.